# Версхюр, Ливе Питерсзон
Ли́ве Пи́терсзон Версхю́р (нидерл. Lieve Pieterszoon Verschuier; около 1627, Роттердам, Южная Голландия — 17 декабря 1686, Роттердам, Нидерланды) — нидерландский художник.
Сын резчика по дереву. Занимался вначале семейным ремеслом, затем учился предположительно у Симона де Флигера в Амстердаме, а в середине 1650-х годов — в Италии. Позднее, по всей видимости, некоторое время работал в Англии, чем объясняется ряд картин на британскую тему (в частности, «Большой пожар Лондона», 1666). С 1678 года возглавлял городскую Гильдию Святого Луки в Роттердаме. Работы Версхюра, среди которых значительное место занимают морские пейзажи и сцены, представляющие интерес как с собственно маринистской стороны, так и с точки зрения отражения реалий флотской жизни, находятся в музеях Амстердама, Дублина, Мюнхена, Будапешта и других.

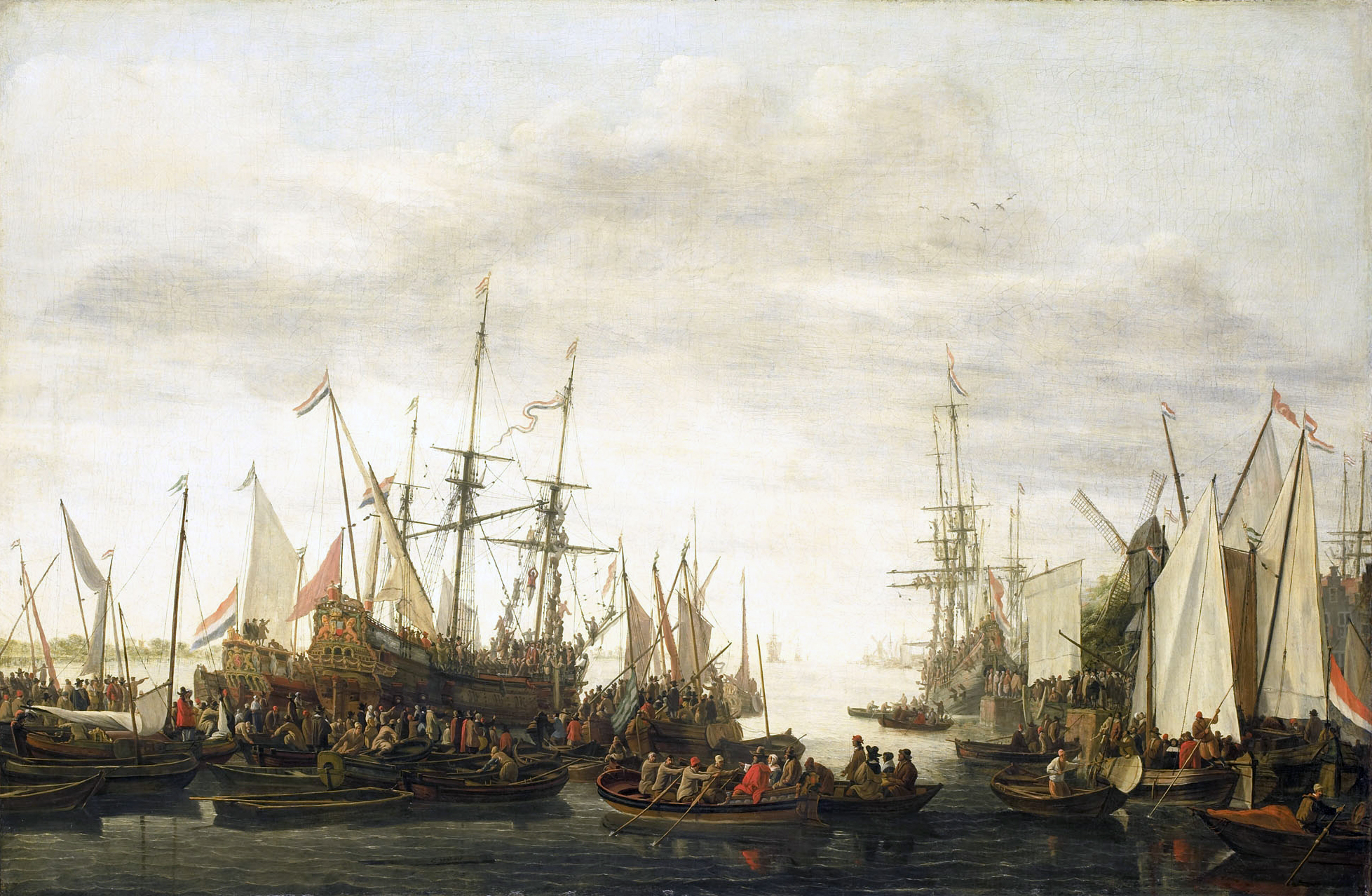
«Протаскивание под килем корабельного хирурга адмирала Яна Ван Неса»
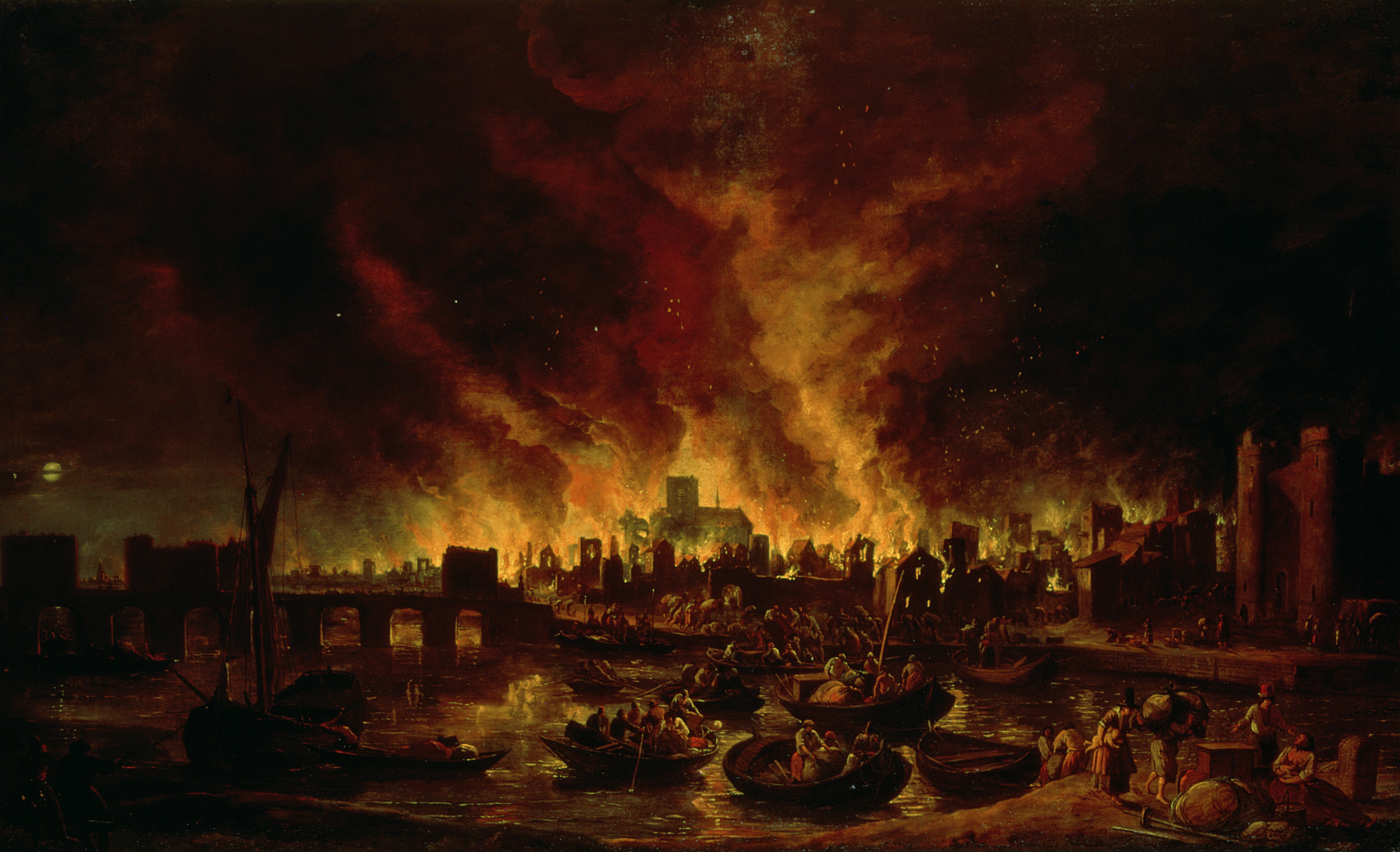
«Большой пожар Лондона» (1666)
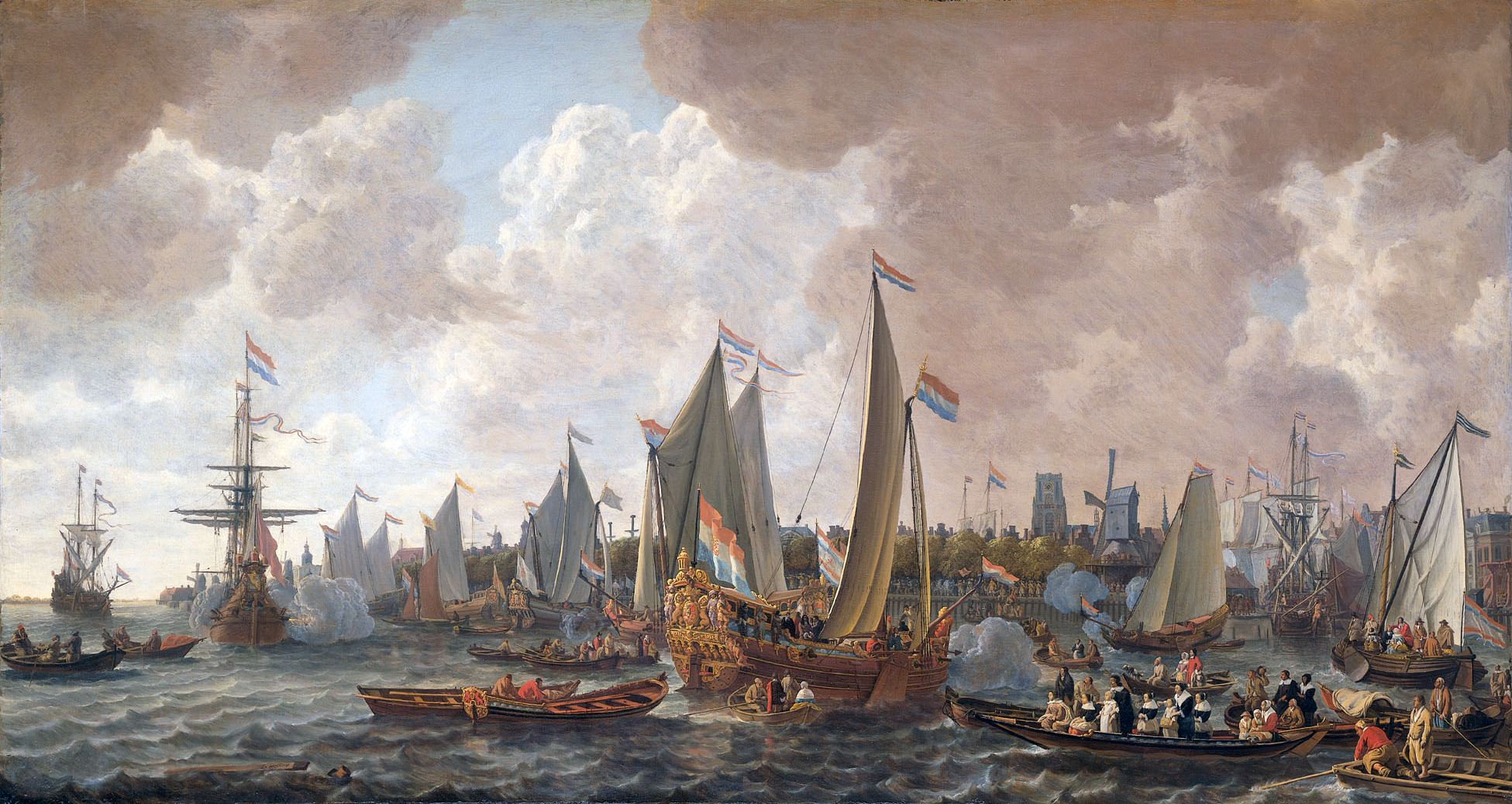
«Прибытие короля Англии Карла II в Роттердам 24 мая 1660 года» (1665)